# Exposition (Epidemiologie)
Exposition (lateinisch expositio „Aussetzung“, „Darstellung“) bezeichnet in der Epidemiologie im Allgemeinen das unmittelbare Ausgesetztsein gegenüber gefährdenden Bedingungen. Eine Exposition ist eine mögliche Ursache für eine Gesundheitsschädigung, muss aber nicht unbedingt zur Erkrankung/Vergiftung führen. Im engeren Sinne bezeichnet Exposition das Ausgesetztsein gegenüber einem Krankheitserreger, einer Kontamination bzw. Infektionsquelle, einem etwaigen erregerhaltigen Vehikel oder einem unbelebten Erregerreservoir. Die exogenen Einflussfaktoren, die eine Exposition induzieren, können biologischer, chemischer oder physikalischer Natur sein. Speziell in der Medizin und Toxikologie steht Exposition für das Ausgesetztsein von Lebewesen gegenüber schädigenden Umwelteinflüssen wie Krankheitserregern, toxischen chemischen Elementen oder Verbindungen oder physikalischen Einflüssen wie Hitze, Lärm oder Strahlung. Ein Bergarbeiter beispielsweise ist gegenüber Steinstaub exponiert, ein Passivraucher gegenüber Zigarettenrauch.
Die Stärke des Einflusses einer Exposition auf die Erkrankungen in einer Population kann in prospektiven Kohortenstudien durch das Risikoverhältnis erfasst werden. Das Risiko, unter einer bestimmten Exposition an einer bestimmten Krankheit zu erkranken, wird oft mit dem Risiko verglichen, das ohne die Exposition vorliegt. Übt die zugrundeliegende Exposition keinen Einfluss auf die Erkrankungswahrscheinlichkeit aus, sind diese Risiken identisch. Falls die Exposition jedoch mit einer höheren Erkrankungswahrscheinlichkeit einhergeht und ein kausaler Zusammenhang zwischen Exposition und Krankheit angenommen werden kann, spricht man von einem Risikofaktor.

## Bedeutung der Aufdeckung einer Exposition
Die Untersuchung von Krankheiten hinsichtlich möglicher Expositionen ist in der Epidemiologie hilfreich, um Zusammenhänge zwischen einer Erkrankung und der Exposition einer Person aufgrund von Umwelteinflüssen aufzudecken. Durch diese Erkenntnisse soll eine Steuerung der Gesundheitsprobleme mithilfe von gezielten Präventionsmaßnahmen gegenüber der Exposition erreicht werden.
Um herauszufinden, ob ein kausaler Zusammenhang zwischen der Exposition und der Krankheit besteht, werden unterschiedliche Studiendesigns angewandt und exponierte und nichtexponierte Probanden verglichen. Bei Krankheiten wie Windpocken, Sonnenbrand oder einer Überdosis von Aspirin ist die Wirkung zwischen der Exposition und der Krankheit leicht festzustellen. Schwieriger ist es bei Krankheiten, die eine lange Latenzzeit haben, also erst deutlich später nach der Beeinflussung durch das Risiko auftreten.
Das Maß für eine bestimmte Menge einer Exposition ist die Dosis. Die geringste bekannte Dosis eines Einflusses, die zu einem schädlichen oder unerwünschten Effekt führt, wird in der Toxikologie als geringste bekannte toxische Dosis TDLo bezeichnet; eine Dosis, die zum Tod eines Individuums führt oder führen kann, wird letale Dosis LD genannt. Bei gasförmigen chemischen Verbindungen wird anstelle der Dosis die Konzentration als Maß für die Exposition angegeben, woraus die Begriffe geringste bekannte toxische Konzentration TCLo und letale Konzentration LC folgen.

## Aufnahmewege
Die Art der Aufnahme (Inkorporation) kann beispielsweise oral (d. h. durch den Mund, auch als Ingestion bezeichnet), inhalativ (durch die Atmung), dermal (durch Hautkontakt), intravenös, intramuskulär oder intraperitoneal (d. h. durch die Bauchhöhle) erfolgen.